# Джеймс (ім'я)
Ім'я Джеймс — англійський варіант імені Яків. В англійську мову ім'я прийшло з французької, де прийняло вид Iacomus, діалектний варіант від пізньолатинського Iacobus.
Ім'я походить від гебрейського імені Яків (івр. יעקב) букв. «послідував» від (івр. עקב, «п'ята́»). Яків, за Біблією, був близнюком Ісава і народився, тримаючись за п'яту́ старшого брата.

## Форми імені
- Албанська: Jakup, Jakub, Jakob або Jakov
- Алеманська: Köbi, Chöbi, Jockel, Jakobli (димінутив), Jockeli (димінутив)
- Амхарська: ያዕቆብ (Ya‘əqob)
- Арабська: يعقوب (Yaʻqub)
- Вірменська: Յակոբ в ТВП та Հակոբ в ЗВП (західна: Hagop, східна: Hakob)
- Азербайджанська: Yaqub
- Баскська: Jakes, Jakobe, Jakue
- Білоруська: Jakub, Якуб (Yakub), Jakaŭ, Якаў (Yakaw)
- Боснійська: Jakub
- Бретонська: Jagu, Jagut, Jacut, Jak, Jakes, Jakez, Jakezig, Jakou
- Болгарська: Яков, (Yakov)
- Каталонська: Jaim, Jaume, Xaume, Jacob
- Корнська: Jago, Jammes, Jamma
- Хорватська: Jakov, Jakob
- Чеська: Jakub, Jakoubek (димінутив), Kuba (димінутив), Kubík (димінутив), Kubíček (димінутив), Kubas (неофіційна, рідкісна), Kubes (неофіційна, рідкісна), Kubis (неофіційна, рідкісна), Kubi (неофіційна, рідкісна)
- Данська: Jakob, Jeppe, Ib.
- Нідерландська: Jakob, Jaap, Jobby, Cobus, Koos, Conkers, Conks, Sonson
- Англійська: Jacob, Jakob (uncommon, by way of German, Yiddish, etc.), Jacoby (rare, chiefly American, and originally a surname); Jake, Jakey (diminutive); Jack (also taken more commonly as a diminutive for John), Jackie (diminutive, chiefly British); Coby (diminutive, uncommon, chiefly American); James, Jamie (diminutive, chiefly British); Jaime/Jaimie (diminutive, uncommon, chiefly American, and by way of Spanish); Jim, Jimmy/Jimmi/Jimi (diminutive), Jimbo (diminutive); Jay; Jem (diminutive, also taken as a diminutive for Jeremiah, Jeremy or Jemma); Jacqueline/Jaqueline (feminized, by way of French), Jacqui/Jaqui (feminized diminutive), Jackie (feminized diminutive, chiefly American), Jacki (feminized diminutive); Jamie/Jamey/Jami (feminized).
- Естонська: Jakob, Jaakob, Jaagup, Jaak
- Фарерська: Jákup
- Фінська: Jaakko, Jaska, Jimi
- Французька: Jacques, Jacob, Jacquot, Jacot, Jaco, Jack (diminutive), Jacky (diminutive), Jacq (diminutive), Jacquy (diminutive), Jacqueline (feminized), Jacotte (feminized).
- Фріульська: Jacum
- Галісійська: Xaime, Iago, Diego, Xacobe
- Грузинська: იაკობი (iakobi)
- Німецька: Jakob, Jeckel (diminutive), Jaeckel (diminutive)
- Грецька: Ιακώβ (Iakōb, in the Septuagint), Ιάκωβος (Iákōbos, New Testament, subsequently Iákōvos and sometimes Yákōvos), Γιακουμής (Yakumís, colloquial, possibly also from Ιωακείμ (Joachim)), Ιακωβίνα (Iakōvína, feminized), Γιάγκος (Yiángos, probably through Slavic languages, possibly also from Ιωάννης/Γιάννης [Ioánnis/Yiánnis, John]), Ζάκης or Ζακ (Zákis or Zak, French-sounding). James (and so Jim and Jimmy) are anglicized from the Greek name Dimitri as used by the Greek diaspora in the USA, even though the names are etymologically unrelated.
- Гебрейська: יעקב (Ya'aqov),קובי (Kobi: diminutive from Ya'akov)
- Угорська: Jakab
- Ісландська: Jakob
- Ірландська: Séamas/Séumas, Shéamais (vocative, whence anglicized Hamish), Seamus(anglicized), Shamus (anglicized), Séimí (diminutive), Séimín (diminutive)
- Італійська: Giacomo, Iacopo or Jacopo, Giacobbe
- Казахська: Шамис (Shamis)
- Латинська: Iacobus, Iacomus (vulgarized)
- Латиська: Jēkabs, Jākubs, Jakobs, Jakovs
- Литовська: Jokūbas
- Македонська: Јаков (Yakov)
- Мальтійська: Ġakbu, Jakbu
- Менська: Jayms
- Маорі: Hemi
- Норвезька: Jakob, Jeppe
- Окситанська: Jammes, James
- Перська: یعقوب , جیمز
- Польська: Jakub, Kuba, Kubuś (diminutive)
- Португальська: Jacó (O.T. form), Jacob, Jaime, Iago, Tiago (contracted form — used in the N.T.), Diogo. Used only in Brazil: Thiago (Brazilian "anglicized" spelling), Diego, Jaqueline (fem.)
- Провансальська: Jacme
- Румунська: Iacob, Iacov
- Російська: Яков (Yakov), Яша (Yasha) (diminutive)
- Сардська: Giagu (Logudorese), Iacu (Nuorese)
- Шотландська: Гальська: Seumas, Sheumais (vocative), Hamish (anglicized)
- Сербська: (Cyrillic/Latinic): Јаков/Jakov (Yakov); Јаша/Jaša (Yasha) (diminutive)
- Словацька: Jakub, Kubo, Kubko (diminutive), Jakubko (diminutive)
- Словенська: Jakob, Jaka
- Іспанська: Jacobo, Jacob, Iago, Yago, Santiago (contraction of San+Tiago = St. James), Jaime, Diego
- Суахілі: Yakobo
- Шведська: Jakob
- Сирійська: ܝܰܥܩܽܘܒ (Yaqub)
- Тагальська: Jaime
- Турецька: Yakup
- Українська: Яків (Yakiv)
- Валлійська: Iago, Jâms, Jago
- Їдиш: Yankel (diminutive of the Hebrew Ya'akov, a more religious form in the context of the Yiddishland - East European Jewish communities until WWII -), Yankele (diminutive of the precedent), Koppel (diminutive)